# Alternativt skyddsbehövande
Alternativt skyddsbehövande, eller subsidiärt skyddsbehövande, är en kategori av skyddsbehövande som har rätt till asyl inom Europeiska unionen i enlighet med skyddsgrundsdirektivet. En asylsökande kan erhålla status som alternativt skyddsbehövande om han eller hon löper en verklig risk att lida allvarlig skada vid återsändande till sitt ursprungsland, men inte uppfyller kraven för att betraktas som flykting.
Med allvarlig skada avses
- dödsstraff eller avrättning, eller
- tortyr eller omänsklig eller förnedrande behandling eller bestraffning, eller
- allvarligt och personligt hot mot en civilperson på grund av urskillningslöst våld till följd av en väpnad konflikt.

En person kan förvägras status som alternativt skyddsbehövande om det föreligger synnerliga skäl för att anse att personen i fråga till exempel har förövat ett grovt brott.
Beviljande av asyl för alternativt skyddsbehövande innebär en internationell skyddsstatusförklaring som grundar sig på skyddsgrundsdirektivet. Medlemsstaterna får återkalla, upphäva eller vägra att förnya skyddsstatusen om personen i fråga inte längre uppfyller kraven för att betraktas som alternativt skyddsbehövande.
Under 2019 beviljades totalt 295 785 asylansökningar inom Europeiska unionen, varav 82 070 (27,7 procent) som alternativt skyddsbehövande, 141 055 (47,7 procent) som flyktingar och 72 660 (24,6 procent) av humanitära skäl.